# 立憲政友会
立憲政友会（りっけんせいゆうかい、旧字体：立憲󠄁政友會、1900年 - 1940年）は、明治時代から昭和時代（戦前）にかけての日本の政党。略称は政友会（せいゆうかい）。
立憲民政党とともに1925年から1931年にかけて衆議院において二大政党制を形成した。
当時としては議会制民主主義や地方分権を訴えるなど進歩主義的な側面もあった。

## 概説
1900年（明治33年）、政党内閣制の確立を企図した伊藤博文の議会与党として、結党された。結党直後の第4次伊藤内閣を筆頭に、数代にわたって内閣を組織して政権を担った。
1939年（昭和14年）に分裂して革新派（中島派）・正統派（久原派）・中立派（金光派）の鼎立状態となり、1940年（昭和15年）7月16日に正統派と統一派（中立派の後身）が解散し、同年7月30日に革新派が解散したことにより解党となった。
政友会の特徴は同党の成立趣意書にもあるように、「余等同志は国家に対する政党の責任を重んじ、専ら公益を目的として行動」するのであって、「国運を進め文明を扶植」するため与論を指導し、地方公共施設の建設にも公益を最優先させる「国家公党」を謳った点である。立憲政友党ではなく「会」を称したのも、国家利益の優先や国家との一体感を強調する初代総裁・伊藤博文の政党観に由来するもので、政党に対する国家の優位性を表している。国民の私的な利益を追求する民党を政党と言うならば、政友会はこれらを抑える「反政党」的な政党だった。
当時次第に増加していた実業家たちを積極的に取り込むことで商工業ひいては国家の発展を目指した伊藤は、従来は地主だったが寄生地主化して実業家になり都市部に住むようになった市議会議員・商業会議所の会頭・会社社長・弁護士・銀行頭取などに入党を勧誘した。西園寺内閣下では鉄道の国有化や新設、築港、学校建設など積極政策を展開し、その利権投与によって党員や周辺の民衆を惹き付けて党勢拡張に成功。三井財閥、安田財閥、渋沢財閥などの大財閥の支持も得た。その上で、個人の権利自由の保全や友好外交、国防充実、教育振興、産業発展、交通網の充実などを掲げた。特に犬養総裁時代では経済を中心とする平和的な対外政策「産業立国主義」が標榜された。他方、政友会の主力な支持基盤に地方の地主がいたこともあり、地方自治の尊重や地方分権も掲げられた。

## 歴史

### 前史
大日本帝国憲法施政下の日本においては、明治維新において政府を組織した西南雄藩およびその縁者（いわゆる藩閥）が政権を独占していたが、帝国議会創設以降、衆議院にて多数を確保した自由民権運動勢力（民党）の協賛なしには予算、法律が成立せず、実際に時の藩閥内閣は、民党と個別に連携、妥協を行うか、あるいは政権運営に失敗して退陣を余儀なくされた。
藩閥の首脳陣である元老の中では、伊藤博文筆頭元老が、藩閥と政党の対立を前提とした方向性（超然主義）からの脱却、政党内閣制への移行を模索していた。特に、第2次伊藤内閣で一時的に連立を組んでいた憲政党（旧自由党系）との連携を深め、1900年（明治33年）、時の第2次山縣内閣で憲政党が連立を離脱するのと前後して、憲政党の実務を取り仕切っていた星亨らと連携、「伊藤新党」の結党準備を行っていた。憲政党の他、帝国党・日吉倶楽部などの会派の賛同を得て、また盟友の井上馨元老の伝手で実業界の賛同も得て、その他各界名士への入党勧誘も行われた。伊藤は政府要職を辞し、明治天皇からは勅許とともに、金2万円が下賜されている。

### 結党
1900年（明治33年）9月15日、伊藤を初代総裁として、立憲政友会が結党された（結党時点で衆議院152議席）。この時点の会則では総裁に専制的な権限が与えられており、役員人選も総裁の一任で行う形式であった。
直後の10月19日、第4次伊藤内閣が発足する。これは、政党内閣に良い印象を持っていなかった山縣有朋元老が、伊藤総裁への意趣返しとして、首相の座を辞任、政党の体制が整っていない状態の政友会に政権を押し付けるという算段であった。内閣の陸相・海相・外相以外の閣僚が政友会員で構成されていた。しかし、この政党内閣は貴族院の反発を招き、東京市疑獄事件で星が逓相を辞職するに追い込まれたほか、1901年3月、義和団の乱の軍費捻出のための増税案を一時否決する（最終的に成立）。結局伊藤内閣は、渡辺国武蔵相が閣内不一致を引き起こしたことにより、1年足らずで内閣総辞職した。後任の大命降下を受けた井上馨元老は、引き続き政友会を政権与党とする考えであったが、財界の協力を得られずに断念。藩閥内の山縣直系の桂太郎が組閣（第1次桂内閣）、政友会は野党に転じる。
会員（1901年）
- 伊藤博文 *
- 伊藤大八
- 岸小三郎
- 井上敬次郎
- 井山惟誠*
- 板倉中
- 磯部四郎
- 石坂昌孝
- 長谷場純孝 *
- 林有造 *
- 新谷卯之助 *
- 西潟為蔵
- 西山志澄
- 堀内賢郞
- 堀野重良 *
- 本多政以 *
- 東條彰
- 土居光華
- 千葉禛太郎
- 尾崎行雄
- 小畑岩次郎
- 大岡育造 *
- 大久保弁太郎
- 大久保端造
- 奥野市次郎
- 渡邊又三郎
- 渡邊洪基 *
- 嘉悦茂房
- 改野耕三
- 川上彦次
- 川上元治郎
- 川村嘩
- 桂虎次郎 *
- 横井時雄 *
- 高橋興市
- 曽我部道夫
- 頭本元貞 [注釈 4]
- 成富正義
- 中田敬義
- 中村克昌
- 浦上格 *
- 上野安太郎
- 野口勝一
- 野尻邦基
- 蔵原惟郭
- 蔵原惟昶
- 松田吉三郎
- 松田正久 *
- 松元剛吉
- 古谷久綱
- 深山聳裙
- 小池靖一 * [注釈 5]
- 小林樟雄
- 小室重弘
- 駒林廣運
- 江原素六
- 江間俊一
- 有賀長文
- 秋元興朝
- 雨森停二 *
- 斎藤珪次
- 西園寺公望 *
- 桜井勉
- 溝口雄吾 *
- 志賀重昂 *
- 塩谷恒太郎
- 首藤文雄 *
- 平林久兵衛
- 望月小太郎
- 森久保作造
- 百瀨廣之助 [注釈 6]
- 末弘直方
- 杉松愛蔵
- 目黒貞治
- 星亨 *
- 竹内綱
- 都筑馨六 *
- 藥袋義一 *

### 桂園時代
桂内閣の成立後、伊藤総裁は、日露情勢の打開、欧米列強との外交交渉を行うために、外遊の旅に出る。伊藤総裁は筆頭元老という立場もあり、桂内閣を支援する立場にあったが、留守を預かる原敬や松田正久ら政友会幹部は、政府攻撃に回る。11月に外債未達が発生すると、政友会は、隈板内閣の崩壊以来犬猿の仲であった第二党の憲政本党と桂内閣攻撃で提携する。この時点では党内では政府との交渉を続けるべしとの意見も多く、党内は二つに割れた。連絡を受けた伊藤総裁は外遊先より極秘に電報を打ち、倒閣を見合わせるよう訓示を出す。藩閥政権中枢および党幹部らがこれを回覧したのち、党幹部は矛を収めることを決意、藩閥側は政友会内の反対派を切り崩し、対立は一旦解消された。
1902年8月10日、任期満了に伴う第7回衆議院議員総選挙が行われ、政友会は引き続き第一党を維持する。選挙後の議会では、地租増徴の継続を巡り、政友会は再び憲政本党と連携して対立、伊藤総裁もこれを抑えられなくなる。同年末、衆議院解散されるが、桂内閣は打開の術として、桂首相が伊藤総裁を直接一本釣りにして、伊藤総裁は一部予算組み替えを条件に、増徴継続を容認する。1903年3月1日、第8回衆議院議員総選挙にて、政友会は再び第一党を維持するが、ほどなく伊藤の密約が発覚する。政友会は伊藤の地租継続の密約を容認するが、代償として党規約の改正、総裁専制からの脱却を要求。伊藤はこれを受け入れる。更に7月12日、元老兼野党総裁という伊藤の立場の扱いづらさ、伊藤が党内をまとめ切れていないという現状を解消すべく、藩閥首脳、党幹部の総意という形で、伊藤は祭り上げの形で枢密院議長に転出。入れ替わりに西園寺公望枢相が政友会総裁に迎え入れられる。
以降、桂率いる藩閥と、西園寺を総裁に戴く政友会が、妥協しつつ安定的に政権を運営する時代が、約10年間にわたり継続する（桂園時代）。この間、政友会は原の党務の下、衆議院第一党を維持し続ける。
1904年2月、日露戦争勃発。政友会は、桂内閣の戦争遂行に協力したが、同年11月頃より、西園寺・原・松田の幹部3人が桂とひそかに接触、戦後は政友会に政権を譲る方向で話をまとめる。1905年8月28日にポーツマス条約が締結されると、これに反対する民衆の暴動（日比谷焼き討ち事件）が発生したが、政友会は原の引き締めによりこれに加わらなかった。1906年1月7日、第1次西園寺内閣が成立する。
桂園時代の政友会は、西園寺公望、原敬、松田正久の三名による集団指導体制で運営された。堂上公家の生まれである西園寺が山縣や桂ら藩閥との交渉窓口や、自身の組閣などで対外的に党を代表、原は西園寺に代わって党務を統括、松田は党内に声望があり、党内の不満分子の取りまとめを担っていた。
第1次西園寺内閣は、年来の主張であった鉄道国有化などを実現する。1908年5月15日、第10回衆議院議員総選挙において、政友会は過半数を確保する。しかしこの直後、赤旗事件が発生、内閣の社会主義取り締まりの不備が山縣ら藩閥陣営から攻撃を受け、西園寺は総辞職を決意。後継には桂を奏請し、7月12日、第2次桂内閣が発足する。第2次桂内閣では、当初は野党の立ち位置であったが、1906年に憲政本党（衆議院第2党）を中心に非政友会党派の合同の機運が持ち上がると（のちに立憲国民党が結党される）、桂首相の求めによって、政友会は与党復帰する。
以降、再度の政権授受について、桂と原の間で交渉がもたれたが、1910年に大逆事件が明るみに出たことにより、西園寺内閣を攻撃した藩閥はメンツを失い、原は桂の政界引退の言質を取る。1910年8月30日、第2次西園寺内閣が成立する。1912年5月15日、第11回衆議院議員総選挙では、引き続き過半数を維持する。
1912年11月、二個師団増設問題が懸案として持ち上がる。これが、政界復帰を賭けた桂内大臣の陰謀が絡んでこじれ、西園寺内閣は総辞職する。変わって組織された第3次桂内閣は、桂が独自の政党の結成を企図して政友会との連携を解消したため、桂園連携は崩れる。野党に転じた政友会は立憲国民党ら他党とともに倒閣に突っ走り、第3次桂内閣は短期間で崩壊。西園寺も総裁を辞任、前後して松田が急死したため、原が後継の総裁となる（大正政変）。

### 原総裁の時代
次いで成立した第1次山本内閣は、当初は閣外協力の予定であったものを西園寺のすすめにより与党として参画。閣僚全員が政友会員ないし原総裁と近しい人間という、事実上の政友会内閣となった。
その後、第2次大隈内閣では野党に転じるが、大正デモクラシーの波にのって成長。寺内内閣では臨時外交調査会への関与の形で政権へ参加。1918年、米騒動による政情不安の中で総辞職し、原内閣が成立する。原内閣は政友会を母体とし、初めての本格的な政党内閣とされる。
大正時代の政友会は、原敬を核として山本達雄、水野錬太郎、高橋是清ら伊藤博文系の政治家や非山縣有朋系官僚等を中心にして当時議会の多数派を占めていた大政党であり、「積極政策」を政策の目玉とし、地方利益の獲得を党勢拡大の梃子にしていた。ただ、原敬の歿後、党内で党人派＝総裁派（高橋是清、尾崎行雄、野田卯太郎、横田千之助、小泉策太郎、小川平吉、岡崎邦輔ら）と官僚派＝非総裁派（山本達雄、床次竹二郎、中橋徳五郎、元田肇ら）の対立傾向が先鋭化し始めていた。

### 憲政の常道
1921年11月4日、原が暗殺される。後継には高橋是清が立ち、政友会内閣も継続するが、内部対立が後継の高橋是清総裁の時代になると顕在化していった。対立の構図は、官僚系メンバー（中橋徳五郎・元田肇など）と自由党系メンバー（横田千之助・望月圭介など）の争いであった。また普通選挙を求める立憲労働党や期成同盟会、青年改造連盟、小石川労働会、博文館、大進会の活動も活発であり、1920年2月12日には政友会門前などで5万人を動員した集会が開催されたこともあった。
1922年5月、高橋内閣は内閣改造を巡って内紛をおこし、同年6月、内閣総辞職。以降は元老会議の主導により、加藤友三郎内閣、第2次山本内閣。清浦内閣と、非党人内閣が続く。1924年1月の清浦内閣発足に当たり、これを支持せんとする勢力と、自前の内閣の成立を目指して非党人内閣と対峙すべしとする勢力とで分裂。議員数で過半を占めた前者が床次竹二郎を筆頭に脱党して政友本党となり、政友会は勢力が半減した。
残留組は、二大政党の雄であった憲政会、中政党であった革新倶楽部とともに「護憲三派」を結成、第二次護憲運動を繰り広げる。1924年5月、第15回衆議院議員総選挙で護憲三派が勝利。政友会は加藤高明内閣に与党第二党として参画する。
1925年4月、政友会は藩閥の直系候補と目されていた田中義一陸軍大将を総裁に迎え、野党に転落していた政友本党と連携。8月、閣内不一致をおこさせて内閣総辞職に追い込み、後継を狙ったが、西園寺元老は選挙によらない多数派工作を認めず加藤内閣の継続を支持、政友会は野党となる。
憲政会政権は加藤高明の死後も第1次若槻内閣として続き、1927年4月、昭和金融恐慌への対処を誤り、内閣総辞職。田中義一内閣が発足し、政友会は与党となる。1928年2月、第16回衆議院議員総選挙では、立憲民政党（憲政会と政友本党が合同）を僅差で上回り第一党を回復する。高橋財政などで景気回復に努めるが、1929年7月、満洲某重大事件への対処を誤り内閣総辞職。民政党与党の濱口内閣が成立し、野党に転落する。田中は程なく急死し、後継総裁は政界最長老であった犬養毅を立てる。
濱口内閣は、首相の遭難を受けて退陣。あとをうけた第2次若槻内閣政権下の1931年9月、満洲事変が勃発。10月には青年将校によるクーデター未遂が発覚（十月事件）。若槻内閣が政権運営の見通しを失う中、この間隙を突く形で、民政党と政友会の協力内閣（大連立）や、官界の実力者を首班に据えた挙国一致内閣の樹立が模索される。12月、久原房之助幹事長が独断で協力内閣樹立の覚書を交わし、これにより若槻内閣は総辞職する。結局この時は西園寺元老および犬養総裁は、憲政の常道に反する協力内閣に反対であったことから、覚書は空手形となり、政友会単独で犬養内閣が成立する。しかし、政友会内部を含む政界で、政党内閣をないがしろにする挙国一致内閣の陰謀が横行したことで、憲政の常道は大きく毀損されることとなった。1932年2月、第18回衆議院議員総選挙において政友会は史上最高の301議席を獲得して圧勝するが、議院内閣制への信頼が失われる中で、この議会勢力は有効に機能することはなかった。

### 解党へ

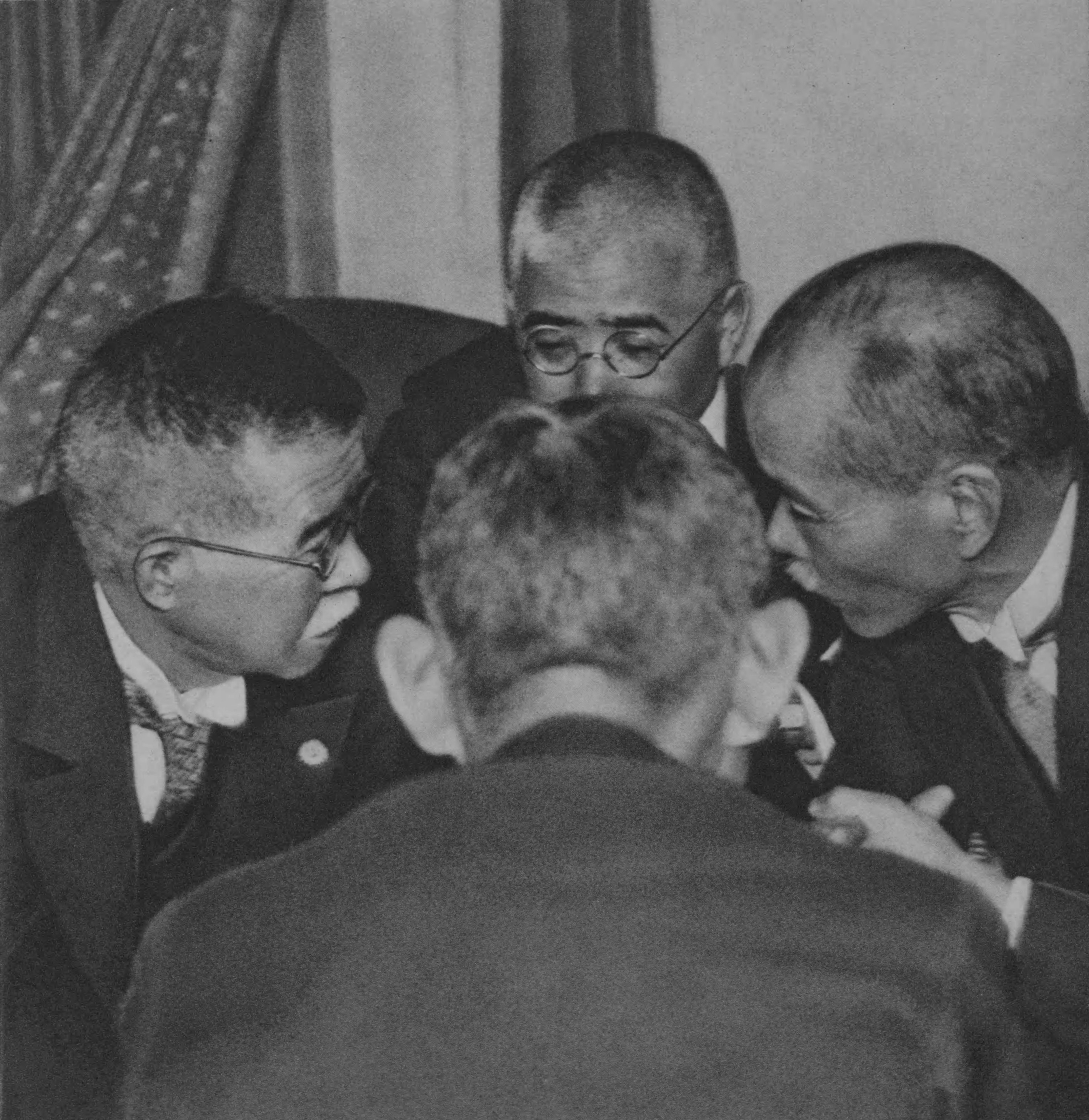
1934年の首脳陣。左から時計回りに鈴木喜三郎、前田米蔵、三土忠造、芳澤謙吉

1932年5月、犬養首相は満洲事変への対応を巡って不満を持った海軍軍人による白昼暗殺される（五一五事件）。テロによる内閣総辞職であることから、政友会内閣が継続する目算で、党内最大派閥の領袖である鈴木喜三郎が直ちに後継総裁となるが、ここでまたしても挙国一致内閣を求める陰謀が顔を出し、平沼騏一郎枢密院副議長や荒木貞夫陸相などの官軍界の有力者と勝手に交渉を行うなど、収拾がつかなくなる。政友会の醜態を前に西園寺元老は、憲政の常道の中断を決断。非党人を首班とする斎藤内閣が成立する。内閣の連立与党の一つとして一部の閣僚ポストが割り当てられるにとどまったことに鈴木派は不満であったが、要請をけると反鈴木派は離党してでもこれに加入することは確実であったことから、連立入りを選択する。
以降も政友会は、政権与党として内閣の施策に協力する姿勢を示すか、議会第一党としてこれと対峙するか、党論の一致を見なかった。当初、執行部は森恪幹事長が窓口となって、議会勢力を威嚇しつつ禅譲を期待して交渉を行ったが、森の急死により頓挫。反鈴木派が民政党と連携（政民連携運動）、禅譲を視野に入れて積極的な国策協力を行うようになると、鈴木派も一転して協力姿勢に転換。しかしのちに党内対立が蒸し返されて（五月雨演説事件）、解散総選挙による党内の純化を目論むなど二転三転。1934年6月に斎藤内閣が帝人事件で倒れた後は、更にもう一代非政党内閣で様子を見ることとなり、岡田内閣が成立する。
岡田内閣に対して政友会は、対決の姿勢をとり、内閣の求めに応じて閣僚および政務次官となった党員を除名する。しかし更に高橋元総裁が蔵相となるにおよび元総裁の手前、「別離」という表現でお茶を濁す。1935年2月、天皇機関説事件においては、政府攻撃を積極的に行い、国体明徴声明を引き出す。しかし年末、政友会が内閣不信任案を提出すると、1936年1月、衆議院解散。2月、第19回衆議院議員総選挙において、政友会は第二党に転落、鈴木総裁も落選する大敗北を喫する。その直後、二二六事件が勃発。岡田内閣は倒れ、憲政の常道への復帰は遠のく。
以降、非党人内閣が常態化し、政友会はじめ政党は少数の閣僚を輩出するのがやっとの状態となる。議会においては政権に対峙する態度をとり、いわゆる「腹切り問答」に代表されるような事例もあったものの、盧溝橋事件に端を発する日中戦争の拡大以後は戦争に協力する姿勢に戻った。さらに1939年に次期総裁をめぐり久原房之助と中島知久平の2派に分裂する（後述）。1940年（昭和15年）の新体制運動には両派とも解党してに参加、翼賛議員同盟に合流し、その党史を終えた。

### 分裂（第2次）と解党
1937年（昭和12年）、鈴木の総裁辞任後、鳩山一郎・前田米蔵・島田俊雄・中島知久平の4名が総裁代行委員を務める集団指導体制となったが、1939年（昭和14年）4月30日中島は一方的に「政友会革新同盟」を結成してその総裁となった。一方、中島総裁に反対する鳩山らは病床の鈴木前総裁を動かし、中島の革新同盟総裁就任2日前に新たに久原房之助・三土忠造・芳澤謙吉の3名を政友会の総裁代行委員に任命した。ここに政友会は、
- 正統派 - 久原派とも（鳩山・久原・三土・芳澤・肥田琢司らが中心）
- 革新派 - 中島派とも、正式名称は立憲政友会革新同盟（中島・前田・島田・田邊七六・東郷実らが中心）

の2派に分裂した。この分裂を、大正末期の政友本党結党にともなう分裂（第一次分裂）との対比で、第二次分裂と呼ぶこともある。
正統派は5月20日臨時党大会を開き、鈴木前総裁の指名という形式で久原を総裁とすることを決定、一方の革新派は旧昭和会の望月圭介・山崎達之輔ら政友会出身者を合流させた。またこの分裂の際に、正統派・革新派のどちらにも与しなかった金光庸夫・犬養健・太田正孝らは中立派を結成、翌1940年（昭和15年）には折からの斎藤隆夫除名問題で斎藤除名を支持して正統派内で孤立した議員がこの中立派に合流し、以後は「統一派」を名乗った。
- 中立派 - 金光派とも（金光・犬養・太田らが中心）→ 統一派に発展

第二次分裂時、党機関紙『政友』や党史の編集部門は革新派に握られていた。そのため解党後の1943年（昭和18年）に完成した『立憲政友会史』では、中島を正式な政友会第8代総裁としている。一方正統派は新たに党機関誌『立憲政友』を発行、久原を正統な政友会第8代総裁としてこれに対抗した。
しかし同年7月16日には66名を擁する正統派と10名を擁する統一派が解党、7月30日には97名を擁する革新派も解党して大政翼賛会に合流、ここに伊藤博文の結党から40年の歴史を持つ政友会は名実共に消滅するに至った。

### 解党後の旧政友会所属議員の行動
解党1年前の第2次分裂でほぼ二分された政友会に所属していた議員の行動は解党前に所属していたグループにより各々分かれた。その中でも親軍派である革新派及び人数的には少数派の中立派→統一派に所属していた議員は翼賛議会の下でも主流派である翼賛議員同盟→翼賛政治会→大日本政治会に所属し、戦後は日政会を母体として結党された日本進歩党に参加した。一方翼賛政治に批判的だった鳩山派と親軍派でありながら革新派への対抗意識から鳩山派と行動をともにした久原派からなる正統派の場合はより複雑だった。鳩山派は翼賛議員同盟の結成には参加せず、1941年（昭和16年）8月2日に国勢調査会を結成し、国勢調査会を母体として同年11月10日に同交会を結成した。同交会所属議員で翼賛選挙に出馬した者は全員翼賛政治体制協議会の非推薦候補だったため政府によって徹底的に妨害を受け、当選者はわずか9名に終わり、翼賛選挙後の1942年（昭和17年）5月14日に解散した。同交会は解散後親睦団体の後楽会に衣替えし、さらに思斉会と改名した後、戦後日本自由党結党の母体となった。同じく正統派所属者でも久原派の議員は鳩山派の議員が主に参加した同交会を母体とする自由党の結党にも革新派・統一派の議員が主に参加した日政会を母体とする進歩党の結党にも参加せず、敗戦した日本の政治家が自らの政治責任を明らかにしない中で政党の再建に進むことは妥当ではない、寧ろ衆議院議員は敗戦の責任を負って総辞職すべきであるとの考えから護国同志会に所属していた議員や翼壮議員同志会に所属していた議員らとともに院内会派・無所属倶楽部の結成に参加した。

## 幹部人事

### 歴代総裁一覧
| 代 | 総裁 | 総裁       | 在任期間                                              |
| -- | ---- | ---------- | ----------------------------------------------------- |
| 1  |      | 伊藤博文   | 1900年（明治33年）9月15日 - 1903年（明治36年）7月12日 |
| 2  |      | 西園寺公望 | 1903年（明治36年）7月14日 - 1913年（大正2年）2月22日  |
| 3  |      | 原敬       | 1914年（大正3年）6月18日 - 1921年（大正10年）11月4日  |
| 4  |      | 高橋是清   | 1921年（大正10年）11月13日 - 1925年（大正14年）4月3日 |
| 5  |      | 田中義一   | 1925年（大正14年）4月10日 - 1929年（昭和4年）9月29日  |
| 6  |      | 犬養毅     | 1929年（昭和4年）10月12日 - 1932年（昭和7年）5月15日  |
| 7  |      | 鈴木喜三郎 | 1932年（昭和7年）5月20日 - 1937年（昭和12年）2月15日  |

| 代 | 総裁代行委員 | 総裁代行委員 | 在任期間                                              |
| -- | ------------ | ------------ | ----------------------------------------------------- |
| -  |              | 鳩山一郎     | 1937年（昭和12年）2月28日 - 1939年（昭和14年）4月30日 |
| -  | 前田米蔵     |              | 1937年（昭和12年）2月28日 - 1939年（昭和14年）4月30日 |
| -  | 島田俊雄     |              | 1937年（昭和12年）2月28日 - 1939年（昭和14年）4月30日 |
| -  | 中島知久平   |              | 1937年（昭和12年）2月28日 - 1939年（昭和14年）4月30日 |

| 代 | 総裁 | 総裁       | 在任期間                                              |
| -- | ---- | ---------- | ----------------------------------------------------- |
| 1  |      | 中島知久平 | 1939年（昭和14年）4月30日 - 1940年（昭和15年）7月30日 |

| 代 | 総裁代行委員 | 総裁代行委員 | 在任期間                                              |
| -- | ------------ | ------------ | ----------------------------------------------------- |
| -  |              | 久原房之助   | 1939年（昭和14年）4月30日 - 1939年（昭和14年）5月20日 |
| -  | 三土忠造     |              | 1939年（昭和14年）4月30日 - 1939年（昭和14年）5月20日 |
| -  | 芳澤謙吉     |              | 1939年（昭和14年）4月30日 - 1939年（昭和14年）5月20日 |

| 代 | 総裁 | 総裁       | 在任期間                                              |
| -- | ---- | ---------- | ----------------------------------------------------- |
| 1  |      | 久原房之助 | 1939年（昭和14年）5月20日 - 1940年（昭和15年）7月16日 |

### 副総裁
- 野田卯太郎

### 幹事長
- 原敬　（1900年（明治33年）12月19日 - 1900年（明治33年）12月22日）[49]
- 末松謙澄　（1903年（明治36年）5月1日 - 1903年（明治36年）12月3日）[49]
- 久我通久　（1903年（明治36年）12月3日 - 1904年（明治37年）3月31日）[49]
- 原敬　（1904年（明治37年）3月31日 - 1905年（明治38年）3月1日）[49]
- 菊亭修季　（1905年（明治38年）3月1日 - 1905年（明治38年）10月8日、在任中死亡）[49]
- 児玉淳一郎　（1906年（明治39年）3月31日 - 1907年（明治40年）3月29日）[49]
- 元田肇　（1907年（明治40年）3月29日 - 1908年（明治41年）3月28日）[49]
- 長谷場純孝　（1908年（明治41年）3月28日 - 1908年（明治41年）12月24日）[49]
- 杉田定一　（1908年（明治41年）12月24日 - 1910年（明治43年）3月15日）[49]
- 伊藤大八　（1910年（明治43年）3月25日 - 1911年（明治44年）3月24日）[49]
- 奥繁三郎　（1911年（明治44年）3月24日 - 1912年（明治45年）3月25日）[49]
- 野田卯太郎　（1912年（明治45年）3月29日 - 1913年（大正2年）3月29日）[49]
- 松田正久　（1913年（大正2年）3月29日 - 1914年（大正3年）3月5日、在任中死亡）[49]
- 村野常右衛門　（1913年（大正2年）3月29日 - 1914年（大正3年）3月27日）[49]
- 永江純一　（1914年（大正3年）3月27日 - 1915年（大正4年）5月15日）[49]
- 小川平吉　（1915年（大正4年）5月15日 - 1916年（大正5年）3月1日）[49]
- 江藤哲蔵　（1916年（大正5年）3月1日 - 1917年（大正6年）6月19日）[49]
- 横田千之助　（1917年（大正6年）6月19日 - 1918年（大正7年）10月1日）[49]
- 望月圭介　（1918年（大正7年）10月1日 - 1920年（大正9年）7月31日）[49]
- 広岡宇一郎　（1920年（大正9年）7月31日 - 1922年（大正11年）3月27日）[49]
- 横田千之助　（1922年（大正11年）3月27日 - 1922年（大正11年）6月15日）[49]
- 望月圭介　（1922年（大正11年）6月15日 - 1924年（大正13年）2月1日）[49]
- 岩崎勲　（1924年（大正13年）2月1日 - 1925年（大正14年）4月1日）[49]
- 前田米蔵　（1925年（大正14年）4月1日 - 1926年（大正15年）3月27日）[49]
- 鳩山一郎　（1926年（大正15年）3月27日 - 1927年（昭和2年）4月16日）[49]
- 山本条太郎　（1927年（昭和2年）4月16日 - 1927年（昭和2年）7月19日）[49]
- 秦豊助　（1927年（昭和2年）7月19日 - 1928年（昭和3年）5月25日）[49]
- 島田俊雄　（1928年（昭和3年）5月25日 - 1929年（昭和4年）4月28日）[49]
- 森恪　（1929年（昭和4年）4月28日 - 1931年（昭和6年）3月29日）[49]
- 久原房之助　（1931年（昭和6年）3月29日 - 1932年（昭和7年）3月27日）[49]
- 山口義一　（1932年（昭和7年）3月27日 - 1934年（昭和9年）3月27日）[49]
- 若宮貞夫　（1934年（昭和9年）3月27日 - 1935年（昭和10年）3月28日）[49]
- 松野鶴平　（1935年（昭和10年）3月28日 - 1936年（昭和11年）5月28日）[49]
- 安藤正純　（1936年（昭和11年）5月28日 - 1937年（昭和12年）5月11日）[49]
- 松野鶴平　（1937年（昭和12年）5月11日 - 1938年（昭和13年）3月28日）[49]
- 砂田重政　（1938年（昭和13年）3月28日 - 1939年（昭和14年）5月1日）[49]
- 政友会革新派　田辺七六　（1939年（昭和14年）5月 - 1940年（昭和15年）3月）[49]
- 政友会革新派　東郷実　（1940年（昭和15年）3月 - 1940年（昭和15年）7月）[49]
- 政友会正統派　岡田忠彦　（1939年（昭和14年）5月 - 1940年（昭和15年）7月）[49]

### 総務委員
- 伊藤総裁期
  - 西園寺公望、渡辺国武、金子堅太郎、末松謙澄、林有造、原敬、星亨、尾崎行雄、松田正久など[50]
- 西園寺総裁期
  - 松田正久、原敬、大岡育造、元田肇、杉田定一、川原茂輔、横田千之助、中村啓次郎、三土忠造、小坂順造、望月圭介など[50]
  - （協議員：原敬、尾崎行雄、松田正久、末松謙澄）[50]
  - （幹事：村野常右衛門、野田卯太郎、粕谷義三、松田源治、小川平吉）[50]
- 原総裁期
  - 元田肇、大岡育造、奥田義人、高橋是清、岡崎邦輔、山本達雄、床次竹二郎、中橋徳五郎、小川平吉、山本悌二郎など
- 高橋総裁期
  - 野田卯太郎、岡崎邦輔、山本悌二郎、床次竹二郎、川原茂輔、小川平吉、三土忠造、元田肇、中橋徳五郎、富安保太郎など[50][51]
- 田中総裁期
  - 望月圭介、山本条太郎、浜田国松、若尾璋八、秋田清、三土忠造、山本悌二郎、小泉策太郎、山口恒太郎、菅原伝、川原茂輔、秦豊助、東武、磯部尚、木下成太郎、広瀬為久、田辺熊一、松浦五兵衛、中村巍、若宮貞夫、河上哲太、富安保太郎など[50][52]
- 総裁空位・森恪幹事長期
  - 高橋光威、宮古啓三郎、松本孫右衛門、匹田鋭吉、山口義一、島田俊雄、高山長幸、松野鶴平[50]
- 犬養総裁期
  - 高橋光威、島田俊雄、松野鶴平、山本悌二郎、鳩山一郎、山崎達之輔、秋田清、内田信也、金光庸夫、熊谷直太、瀧正雄、森恪、八田宗吉、植原悦二郎、加藤久米四郎、岡田忠彦、津雲国利、山崎猛、牧野良三など[50]
- 鈴木総裁期
  - 久原房之助、浜田国松、中島知久平、島田俊雄、山崎達之輔、松野鶴平、安藤正純、内田信也、金光庸夫、田子一民、田辺七六、青木精一、熊谷巌、岡田伊太郎、田辺熊一、清水銀蔵、河上哲太、土井権大、東郷実、村田虎之助、今井健彦、志賀和多利、木下成太郎、中谷貞頼、東武、高橋熊次郎、高見之通、加藤久米四郎、山口義一、岡田忠彦、野田俊作など[50]
- 総裁代行委員期
  - 松野鶴平、安藤正純、砂田重政、金光庸夫、堀切善兵衛など[50]
- 分裂期　革新派
  - 川島正次郎、田子一民、宮澤裕、山崎達之輔[50]
- 分裂期　正統派
  - 安藤正純、植原悦二郎、若宮貞夫、松野鶴平など[50]

### 最高顧問
- 榊田清兵衛

## 関連文献
- 立憲政友会史 第1巻: 伊藤総裁時代 - Google ブックス（立憲政友会史編纂部、1924年）
- 立憲政友会史 第2巻: 西園寺総裁時代:前編 - Google ブックス（立憲政友会史編纂部、1924年）
- 立憲政友会史 第3巻: 西園寺総裁時代:後編 - Google ブックス（立憲政友会史出版局、1925年）
- 立憲政友会史 第4巻: 原総裁時代 - Google ブックス（立憲政友会史出版局、1926年）
- 立憲政友会史 第5巻: 高橋總裁時代 - Google ブックス（立憲政友会史編纂部、1933年）
- 立憲政友会史 第6巻: 田中総裁時代 - Google ブックス（立憲政友会史編纂部、1933年）
- 立憲政友会史 第7巻: 犬養総裁時代 - Google ブックス（立憲政友会史編纂部、1933年）